# هرمز أباد (أصفهان)
هرمز أباد هي قرية في مقاطعة أصفهان، إيران. يقدر عدد سكانها بـ 102 نسمة بحسب إحصاء 2016.